# Guerra Total
Guerra Total ist eine kolumbianische Metal-Band, die eine Mischung aus Speed- und Thrash-Metal mit Elementen aus dem Black Metal spielt. Die Gruppe selber nennt ihren Stil „Black Speed Metal Horror“.

## Geschichte
Gegründet wurde die Band 1997 unter dem Namen Eternal Drak in Bogotá und nahm zwei Demos und eine EP auf. Anfang der 2000er Jahre änderte Gründer Demonslaught den Namen zu Guerra Total und wechselte die Besetzung vollständig aus. Allerdings gestaltete sich die Suche nach neuen Mitgliedern schwieriger als erwartet, sodass erst 2008 das erste Demo von Guerra Total mit dem Titel Tormento Nuclear erschien. Neben Demonslaught gehörten ehemalige Mitglieder von Necroslaught zur Besetzung, sodass die Stücke des Debütalbums zum Teil aus überarbeiteten Lieder von Eternal Drak und von Necroslaught bestanden. Das erste vollständige Album Zombie Nuklear Division erschien 2010 beim mexikanischen Independent-Label American Line Prod. Es folgte 2011 Más Allá de la Tumba beim deutschen Indie-Label Iron Shield Rec., das 2012 von American Line Prod. wiederveröffentlicht wurde. Das folgende Album El Armagedon Continua erschien 2013 in Europa beim schwedischen Indie-Label I Hate, die Leadgitarre spielte Majestic Fire von der kolumbianischen Black-Metal-Band Infernal ein. Das 2014 veröffentlichte fünfte Studioalbum Cthulu Zombies & Anti-Cosmic Black Goats war bereits 2013 fertiggestellt.

## Musik und Texte
Die Texte der Band handeln von Zombies und Horror-Themen, dabei lässt sich Bandgründer Demonslaught von der Vorstellung leiten, wie die Erde nach einem Atomkrieg aussehen könnte. Zwar behandelt die Gruppe in den Liedtexten auch Themen aus dem Okkultismus, glaubt aber selber nicht daran. Musikalisch sieht Demonslaughter Guerra Total von deutschen Metalbands wie Sodom, Living Death, Destruction, Desaster oder Accept beeinflusst.

## Diskografie
als Eternal Drak
- 2002: La Resureccion de la Orden Guerrera (EP)

als Guerra Total
- 2009: Zombie Thrash Horror (EP, Funeral Rain Records)
- 2010: Zombie Nuklear Division (Album, American Line Productions)
- 2011: Más Allá de la Tumba (Album, Iron Shield Records / American Line Productions)
- 2012: Antichristian Zombie Hordes (Album, GoatCurse Diaboli Prod.)
- 2013: El Armagedon Continua (Album, I Hate)
- 2014: Cthulhu Zombies & Anti-Cosmic Black Goats (Album, Iron Shield Records)

## Belege
1. 1 2 3 4 5 6  Frank Albrecht: Guerra Total: Christen sind Idioten. In: Rock Hard. Nr. 322, März 2014, S. 78.